# Ge Hong

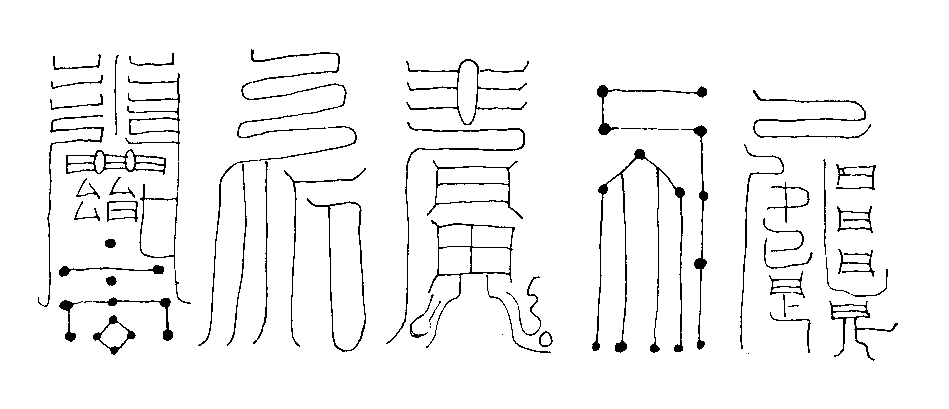
Talisman aus dem Baopuzi

Ge Hong (chinesisch 葛洪, Pinyin Gě Hóng, W.-G. Ko Hung, Beiname (courtesy name) Zhichuan 稚 ;* um 280; † um 340) war ein chinesischer Daoist, Alchemist und Unsterblichkeitssucher.
Er stammte aus einer Aristokratenfamilie des südlichen Chinas und stand in einer Überlieferungslinie der Unsterblichkeitssuche, deren Ursprünge sich bis in die frühere Han-Dynastie und die Zeit der streitenden Reiche im 3. Jahrhundert v. Chr. zurückverfolgen lassen.
Ge Hong erhielt Unterweisungen in magischen und alchemistischen Techniken und sein eigenes Werk, das Baopu Zi ist geprägt durch die Suche nach Unsterblichkeit, die sein alleiniges Ziel bildete und die er durch Verwirklichung des Dao zu erreichen versuchte. Er schloss sich in gewisser Weise dem philosophischen Daoismus des Daodejing und des Zhuangzi an und verwarf die zu seiner Zeit üblichen Exorzismen und Beschwörungen, versuchte jedoch, eine exakte Methode zu finden, mittels derer sich das Dao und damit die Unsterblichkeit verwirklichen ließen. Ge Hong war einer der ersten Daoisten, der die Lehren von der Unsterblichkeit systematisierte, und er betonte, dass die Suche nach Unsterblichkeit nur erfolgreich sein könne, wenn man die konfuzianischen Tugenden verwirkliche. Damit gab er einen entscheidenden Anstoß in Bezug auf die moralische Orientierung des Daoismus.

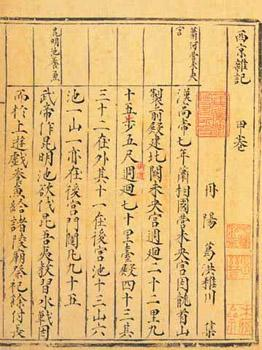
Seite aus einem Manuskript des Baopuzi

Im Baopu Zi 抱朴子 (wörtlich «Der Meister, der die Einfachheit umschließt», nach einer Textpassage aus Kapitel 19 des Daodejing: jiansu baopu, shaosi guayu, jue xue wu you 見素抱樸， 少私寡欲， 絕學無憂 (etwa: Betrachte das Ungekünstelte, umschließe das Einfache, verringere die Selbstsucht und reduziere die Bedürfnisse, lass ab vom Lernen, so bist du ohne Sorge)) werden demgemäß genaue Anweisungen zur Erlangung von Unsterblichkeit gegeben: Man muss die feste Absicht und den festen Glauben haben, unsterblich zu werden, einen fähigen Meister finden, der die geheimen mündlichen Unterweisungen gibt, ein gesundes Leben führen, sowohl im moralischen als auch im physischen Sinne, und eine Form der universalen Liebe pflegen. Jeder Exzess soll vermieden werden und es sollen keine Störungen durch Begierden zugelassen werden. Zur Gesunderhaltung des Körpers sollen Heilmittel und alchemistische Drogen eingenommen werden, das Qi in Zirkulation gehalten werden, gymnastische Übungen gemacht werden, bestimmte Sexualpraktiken und bestimmte Methoden visueller Meditation ausgeführt werden.
Desgleichen gilt es magische Zauberformeln zu kennen, mittels derer man sich vor Gefahren schützen kann und Götter zu Hilfe herbeirufen kann, die Übel vertreiben können.
Als Arzt verfasste Ge Hong auch medizinische Werke, in denen die historisch erste Beschreibung der Papageienkrankheit und der Pocken zu finden ist.